# Ел Нињо - Јужна осцилација
Ел Нињо - Јужна осцилација ("ElNiño – SouthernOscillation – ENSO") је један од најпознатијих феномена климатског система. Настаје у тропском појасу, али изазива глобалне последице на временске услове. Ел Нињо представља океанску компоненту овог сложеног феномена, чији је пун назив Ел Нињо - Јужна осцилација, те је скраћеница "ENSO". Наиме, перуански рибари су уочили загревање јужног тропског Пацифика у периоду око Божића и назвали ову појаву од милоште Ел Нињо (у преводу на српски - дечак).

## Шта представља „ENSO“, а шта Ел Нињо
Први термин се односи на периодично осциловање у карактеристикама океана и атмосфере тропских предела Тихог океана. Осцилације су последице сложених интеракција између воде и ваздуха на великој површини, а најчешће се примете кроз промене у температури површине океана, али ову промену такође прате и промене ветрова у атмосфери, океанских струја, притиска у атмосфери и друго.
Феномен чине три фазе: Неутрална, топла (Ел Нињо) и хладна фаза - Ла Ниња (у преводу девојчица). Фазе се временом међусобно мењају и не постоји строга правилност у њиховим сменама и у дужини њиховог трајања.
Ел Нињо се појављује у периодима од 2 до 7 година, мада постоје наводи да је у прошлости постојао и дужи период такозваног мировања. Трајање ових фаза је у просеку од једне године.

## Ел Нињо у прошлости
Постоје докази да је овај феномен утицао на саму климу у периоду од пре 130.000 година. На то указују морски фосили који су узети са полуострва Хуон и они су представљени у интервалима од 2 до 7 година када је долазило до влажнијих периода и већег излучивања падавина од просечних количина. За сада су ови докази једино приметни у последњем интерглацијалу.
Јачи периоди Ел Ниња догодили су се у раном холоцену, пре око 10.000 година. Научници су пронашли овај доказ у једном језеру у Еквадору. Наиме, кластични материјал је спран са околног терена и наталожен ја на дну самог језера што се једино могло десити за време обилних падавина у току јаких и учесталих серија Ел Ниња на западним обалама Јужноамеричког континента. Нека поређења и тумачења указују да је појава Ел Ниња била слабијег интезитета за време глацијала.
Оно што научници желе да докажу јесте да је Ел Нињо све јачи како је дужи интерглацијал, у којем се тренутно налазимо. Могуће је наићи на јасне доказе да је микрофауна у различитим јачинама Ел Ниња у раном и средњем холоцену и данас. Према наводима Зебијака и Кејна (Zebiak&Cane, 1987) период појављивања је остао исти, али су јаче олује на западним обалама Јужне Америке бивале све ређе.
Анализа фосила из средњег века указују на слабије фазе Ел Ниња и то почетком 13 и 14. века, док су се оне јаче догодиле почетком 14, односно 15. века. У новијој историји феномен има све јачи интезитет са максимумима почетком 18. и у првој половини 19. века. Током јачих интезитета Ел Ниња, помоћу доказа, може да се констатује да су народи на пордучју претколумбовске Америке умирали од последица ове појаве. У Европи је такође било последица, где је уништено доста кукурузних поља у периоду од 1789-1793. године што је био један од разлога избијања Француске револуције. Ел Нињо није мировао ни у Азији, те је средином 19. века у Кини, због пропалих усева, од глади умрло око 13 милиона људи.
Џилберт Вокер је 1924. године додао овом називу и термин "јужна осцилација" јер је имао јак интезитет у релативно кратком временском периоду. Значајан интезитет био је и пре 23 године и тада је око екватора повећана температура за 1,5 °C у односу на уобичајних 0,25 °C. Последица тог повећања температуре јесте изумирање 16% спрудних система у свету. Хое-Гилберт (2006) наводи да ова појава повећава температуру воде на појединим странама океана и то за последицу има избељивање коралних гребена.

## Фазе Јужне осцилације
Пасати који дувају дуж екватора од истока према западу у Пацифику стварају морске струје које иду од америчких према азијским обалама. Овакво океанско струјање омогућава израњање хладне воде из дубина океана и то на америчкој страни. Вода која путује преко Тихог океана се загрева и тако на азијској страни долази до "нагомилавања" топле површинске воде. Разлика у температури између источног и западног Пацифика износи око 8 °C. Оваква појава се догађа у неутралној фази. Топлији океан у близини азијских обала, због интезивног испаравања у атмосфери, омогућава формирање конвективних облака, који генеришу огромне количине кише, па током ове фазе на обалама Азије имамо значајно излучивање падавина.
Када почне слабљење атмосферских приземних ветрова дуж екватора, тада почиње Ел Нињо (топла) фаза. У најекстремнијим случајевима, ово слабљење може да се заврши и потпуним окретањем смера пасата, тако да доминира правац Азија - Америка. Тај правац омогућава да топла вода из западног Пацифика пређе у источни и тако у овој ситуацији температура површине океана у централним и источним деловима има вредности изнад оних које су биле током неутралне фазе. Када је топла фаза најизразитија, воде централног Пацифика су топлије за нешто више од 2 °C, док локална одступања могу бити и већа. Заједно са топлом водом путују и конвективни облаци, тако да док траје ова појава, због велике количине падавина дешавају се поплаве у Централној и Јужној Америци, док на југозападу Сједињених држава се прекидају вишегодишње суше. На другој страни, у Азији, током Ел Ниња најчешће постоје дефицити у падавинама који могу потпомоћи појаву суша.
Ла Ниња (хладна) фаза се дешава када дође до појачања оног што карактерише неутралну фазу. Пасати дувају снажније и односе све више топле воде према Азији, остављајући простора да већа количина хладне воде изрони из дубине и додатно охлади његову површину у централном и источном басену. Токома најјачих периода ове фазе, воде у централним деловима су до 2 °C хладнија, а Азији и Аустралији прети више падавина од очекиваног.
Како би се прецизно одредиле фазе јужне осцилације неопходни су одговарајући прагови, које температура површине океана мора да пређе и то у одговарајућем региону Тихог океана у трајању од неколико месеци.

## Особине Ел Ниња у Тихом океану
У Пацифику се мери најјачи и најпознатији интезитет Ел Ниња. Нормална појава у Пацифику је да су, услед хладне Перуанске струје, воде обала Јужне Америке хладније. Последица тога је мање испаравање воде дуж овог континента што доводи до мање количине падавина у приобалним деловима Еквадора, Перуа и Чилеа.
Да би се изједначиле температуре воде са истока и запада, струја екваторијалних предела носи топлију воду ка истоку, али пасатски ветрови је спречавају. Премештање високог ваздушног притиска са источног на западни Пацифик доводи до дуже разлике у површинској температури од просека за најмање 0,5 °C.
Као огледне супротне тачке у Тихом океану се узимају градови Дарвин у Тасманији на западној страни Тихог океана и острво Тахити у источном делу. Промене температуре површинске воде на Тахитију се поклапа са променом ваздушног притиска у Дарвину.
Са једне стране постоји поклапање између пораста и смањивања температура, и ваздушног притиска са друге стране Пацифика. Највећа одступања се поклапају са најјачим деловањем Ел Ниња у Тихом океану. Променом ваздушног притиска, пасати постају слабији, а екватроријална струја може да донесе топлије воде до западних обала Јужне Америке. Том приликом долази до реверсне појаве. Топла струја долази до обала Јужне Америке, узрокујући веће испаравање и већу количину падавина у Перуу и Еквадору од просека за ова подручја.
Топао ваздух се издиже изнад Перуа и засићен влагом доноси кишу у северном делу Перуа.
На супротној страни Пацифика дешава се обрнута појава која се назива Ла Ниња (девојчица).

## Дешавање Ел Ниња у Индијском океану
Најзначајнији климатски показатељи у Индијском океану су два правца монсуна: североисточни и северозападни и они долазе са морске површине на копно Индије и Индокине. Током феномена Ел Ниња долази до разлике у падавинама у Индији, Шри Ланци и у источној Африци. У Индијском океану се јављају две фазе Ел Ниња - позитивна и негативна.
Позитвно стање се јавља за време Ел Ниња у источном Тихом океану када траје фаза Ла Ниње изнад вода Индонезије.  Том приликом се јавља виши ваздушни притисак изнад Југоисточне Азије па се топлије воде крећу преко Индијског океана према источним обала Африке, проузрокујући јаке монсуне и падавине у Индији и Шри Ланци. На другој страни долази до поремећених услова за стварање северозападног монсуна који се креће према Индокини и може се десити да дође и до његовог закашњења.
Негативни аспект Ел Ниња се дешава када је нормално стање у Пацифику, воде у југоисточној Азији су топлије, а антициклон се налази изнад Африке и тамо су воде хладније. У овом случају долази до поремећаја за стварање услова северозпадног монсуна који доноси падавине Шри Ланци и Индији, док се на обалама Африке јавља мања количина атмосферских падавина и то је разлог за образовање пустињских приобалних делова Сомалије - пустиња Данакил. Од децембра до фебруара се јавља суша у источној Африци, али се она шири и на територије држава Замбије, Мозамбика и Боцване.

## Климатске особине Аустралије за време Ел Ниња
У појединим регионима Аустралије јавља се варијација количине падавина у односу на просечне. У источним и северним деловима Аустралије долази до мање количине падавина од просека. Најмање падавина се манифестује током зимског периода у години и то на северу континента за време деловања аустралијског монсуна, а Ла Ниња излучи рекордну количину падавина у деловима западне Аустралије.
Према наводима Котвицког и Алана, језеро Ер у североисточним деловима јужне Аустралије има биолошки минимум воде тек за време Ла Ниња фазе и тада се излучи огромна количина падавина (Kotwicki&Allan, 1999).

## Копнени екосистем под утицајем Ел Ниња
Количине падавина које узрокује Ел Нињо и Ла Ниња могу се разликовати и за десет пута (Holmgren et al., 2001). То оставља послединце на биодиверзитет многих екосистема. Овај показатељ се најбоље огледа у маринским срединама у промени броја јединки организма и пропадању рибарства. Хладнија вода, која се обично налази при обалама Јужне Америке, богата је планктонима који су храна многим рибама. Када дође до прилива топлије воде у овим областима, а оне имају мање храњивих материја, долази до изумирања планктона и јединки многих врста риба што се економски одражава на рибарство као важну привредну грану приобалних андских јужноамеричких држава. Феномен, такође, може да проузрокује, због суша, распадање пољопривредних усева у Аустралији и југоисточној Азији, док са друге стране долази процват пољопривреде у полупустињским и пустињским пределима Перуа и северног Чилеа због веће количине падавина.
Интересантна ситуација се догађа и у водама калифорнијског залива где вегетација заузима око 4% површине у нормалним годинама, док за време Ел Ниња вегетација заузима чак од 54-89%, у зависности од количине атмосферских падавина. У сушнијим пределима Мексика вишегодишње биљке, жбунови и дрвеће бујају за време учесталијих падавина.
Гутереш каже да бујање вегетације у сушнијим пределима узрокује миграције великог броја глодара, као и њихових предатора, птица и мањих гмизаваца..

## Ефекат Ел Ниња на број јединки пингвина на Галапагосу
Током два периода Ел Ниња, 1982-1983. и 1997-1998 где је њихово трајање било од 17-18 месеци, уништено је 77%, односно 65% популације пингвина која није успела да се опорави током фаза Ел Ниња (Vargas et al., 2006). Ово се огледа пре свега у слабој репродукцији јединки током овог феномена. 2004 године је избројано 858 јединки што је дупло мање од броја који је био после Ел Ниња 1998. године, када их је било само 444, али овај број је дупло мањи од броја јединки на острву Галапагос током седамдесетих година прошлога века. 

## Утицај Ел Ниња на ширење болести
Докази указују да су региони који су обухваћени већим утицајима ефекта Ел Ниња изложени већој вероватноћи за ширење болести маларије. Посебно угрожене државе у Африци су Уганда, Танзанија и Руанда. Промена количине падавина, поготово за време Ла Ниње утиче на раст броја јединки комараца који су директни узрочници маларије.

## Последице Ел Ниња у океану
Основна девијација циркулације тропског Пацифика за време овог феномена јесте веома ослабљено изроњавање хладних вода поред западних обала Америке. Хладне богате воде остају у дубини, а у површинским слојевима се одржавају топле воде. Без хранљивих састојака који су неопходан почетак ланца исхране у океану, настаје огроман дефицит риба који може достићи и до 90%. Дуж источних обала, читав морски свет је веома угрожен. Нестанак риба угрожава опстанак бројних птичијих врста, сисара и свих других на овом ланцу исхране. Друга последица загревања вода су промене путања кретања јата риба. Тропске топловодне врсте се тада крећу ка северу и истоку, а хладноводне врсте на север или у дубљу воду. На овај начин се редукује заступљеност врста, рибе мање израсту, слабије се репродукују и преживљавају. Ово су разлози за огромне губитке улова комерцијално значајних рибљих врста дуж западних обала Америке и то током 1997/98. године.
Корални гребени који праве еколошки баланс у океану су такође погођени Ел Нињом. У великим пространствима тропског Пацифика, корали живе у водама које су близу горње границе температуре њиховог опстанка. Уколико су температуре вода сувише високе, симбиотске алге (zooxanthellae) из љуштура напуштају корале и они због тога бледе (Cane M. 1986.). Коралима алге обезбеђују храну и они често успевају да обнове своје алге и преживе али, када је стрес због високих температура предуг или прејак, они одумиру. После интезивних топлих догађаја, могу се наћи читаве колоније угинулих корала.
Поред бројног острвља западног тропског Пацифика чија је надморска висина веома мала, за време феномена Ел Нињо ниво воде толико опадне да оголи морско дно. На овај начин је угрожена читава популација у плитким водама приобаља.

## Вероватноћа предвиђања феномена Ел Ниња
Прва успешна предвиђења Ел Ниња почела су средином осамдесетих година 20. века. Научници су успели у потпуности да предвиде серију Ел Ниња 1986/87. године. Модели који служе за предвиђање Ел Ниња могу да се поделе у три категорије: статистички модели, океан-атмосфера статистички хибридни модели и океан-атмосфера спојени модели базирани на операцијама на матрици података које повећавају корелацију или варијансе одабраних индикатора и предвиђених поља помоћу нелинеарних модела користећи неуронске мреже. Ови модели су у стању да предвиде топле и хладне фазе шест месеци пре њиховог догађаја. Модели су се најбоље показали за предвиђање великих серија Ел Ниња и Ла Ниње, док су имали проблеме са предвиђањима мањих топлих и хладних стања.

## Закључак
У свету Ел Нињо је почео да се истражује тек средином седамдесетих година 20. века, а разлог је тада био да су иснтрументи постали модернизовани за истраживање ових феномена. Због своје популарности, Ел Нињо, био је укључен у све негативне климатске промене које су догађале на планети Земљи. Свакако, анализом свих података, Ел Нињо је дефинитивно заслужан за многобројне климатске аномалије. У аномалије спадају суше у северној и кише у западној Аусталији; суше у источној и јужној Африци; обилне падавине у јужној Азији, Калифорнији и северозападном Мексику, Перуу, Еквадору и Чилеу и суше у Новој Гвинеји и Индонезији.
Статистички и математички модели показују да се ова појава може предвидети, али се не може спречити. Она је најинтезивнија у Тихом океану и дуж обала континената који га окружују и њено штетно деловање се директно преписује на привреду држава у развоју.